# Pseudiodis
Pseudiodis is een geslacht van vlinders van de familie spanners (Geometridae), uit de onderfamilie Geometrinae.

## Soorten
- P. albidentula Hampson, 1907
- P. unifascia Hampson, 1891